# 守備隊
守備隊（しゅびたい、英:Garrison）とは、ある特定の地点を防衛する部隊の事である。駐屯軍（ちゅうとんぐん）とも。語源は、フランス語のgarnir garnison（防衛の意）とされている。

## 概要
守備隊は、主に要塞や軍事基地などの主要地点がある場所に駐屯する部隊であり、加えて基地がある街についても防衛する事例もある。
好例と言えるものに、アメリカ合衆国ニューヨーク州ウェストポイントがある。ウェストポイントは、現在はアメリカ陸軍士官学校の通称として知られ、現在では軍人とその家族が住む街として有名であるが、元々はジョージ・ワシントンによって、1778年に建設された要塞があり、その基地を守衛するため、守備隊である第1歩兵大隊が設置されていた。
イギリス軍においては、軍本部、ロンドン、コルチェスターを始めとする軍事基地及びバラック、軍キャンプを守備する為に、少将または大佐の指揮の下、守備曹長（en:Garrison Sergeant Major）を隊長とする守備隊が設置されている。
日本における事例として、旧大日本帝国時代の海軍根拠地隊、陸軍の近衛隊、衛戍部隊、及び離島を警備している守備隊が挙げられる。自衛隊においては、陸上自衛隊の駐屯地警衛隊、航空自衛隊の基地警備隊及び基地警備教導隊がこれにあたる。